# طبل‌زن پیشین
طبل‌زن پیشین (انگلیسی: Ex Drummer) یک فیلم بلژیکی است که در سال ۲۰۰۷ منتشر شد و بعدها به یک فیلم کالت مبدل گشت.
این فیلم برندهٔ جایزهٔ فیلم نخست کارگردان در جشنواره فیلم ریندنس شد.